# Boscadjack
Boscadjack – osada rolna w Anglii, w Kornwalii. Leży 20 km na wschód od miasta Penzance i 392 km na południowy zachód od Londynu.